# 白川温泉 (岐阜県)
白川温泉（しらかわおんせん）は、岐阜県加茂郡白川町（旧国美濃国）にある温泉である。

## 泉質
- 単純硫化水素泉
  - 源泉温度：16℃　（冷泉）
  - 飲用はできない。

## 温泉地
飛騨川とその支流である白川の合流地点付近にある。神経痛、リウマチ、皮膚病などに効能があるという。
名古屋市方面からだと下呂温泉の手前に位置し、かつては多くの旅館があったという。中央自動車道の開通により、下呂町（現下呂市）、高山市方面のルートが中央自動車道中津川インターチェンジ〜国道257号〜国道256号になると、利用者が減少したという。
- 民間の宿泊施設は3ヶ所。
- 共同浴場はない。

### 所在地
- 岐阜県加茂郡白川町河岐

### 新白川温泉
白川町は1989年（平成元年）に地下1300メートルの掘削工事に着手してアルカリ性単純泉の温泉を掘り当てた（新白川温泉）。この源泉は美濃白川スポーツスパランドなどに利用された。
その後、2012年1月に道の駅美濃白川の温泉施設（道の駅温泉）に引き継がれた。しかし、不採算の状態が続き、新白川温泉を源泉とする道の駅温泉は2022年3月31日で閉館することになった。

## アクセス
- 自動車 : 国道41号「白川口」交差点より北へ約1km
- 公共交通機関 : 高山本線（JR東海）白川口駅より徒歩約5分